# Artur Music
Artur Music — український музичний лейбл. 

## Історія
Видає диски таких музикантів як, Олександр Пономарьов, Lama, Таїсія Повалій, Гарик Кричевський, Михайло Круг, а також інших виконавців російського блатняка. Спонсор пляжного футбольного клубу «Artur Music» (Київ).

## Серед виданих платівок[2]
- 2000 - Павло Зібров — Женщина любимая
- 2002 - Павло Зібров — Прошу пані
- 2003 - «Тартак» — Система нервів
- 2004 - Іво Бобул — Ріка життя (2004)
- 2004 - Наталія Бучинська — Дівчина-весна
- 2005 - Андрій Князь — Чужа наречена
- 2006 - Віктор Павлік — Твої очі
- 2006 - Lama — Мені так треба
- 2006 - Юлія Рай — Річка
- 2006 - Олександр Пономарьов і Ані Лорак — 100 kisses (синґл)
- 2007 - Жанна Боднарук — Стежка до раю
- 2007 - Жанна Боднарук — Разом з друзями
- 2007 - Алла Кудлай — Друзям
- 2007 - Юлія Рай — Ти мене полюбиш
- 2007 - Олександр Пономарьов — Ніченькою
- 2007 - Олександр Пономарьов — Золоті хіти
- 2010 - Lama — Тримай. Нове та найкраще